# Liste der Monuments historiques in Nohant-en-Goût
Die Liste der Monuments historiques in Nohant-en-Goût führt die Monuments historiques in der französischen Gemeinde Nohant-en-Goût auf.

## Liste der Bauwerke
| Bezeichnung      | Beschreibung                           | Standort | Kennzeichnung | Schutzstatus | Datum | Bild |
| ---------------- | -------------------------------------- | -------- | ------------- | ------------ | ----- | ---- |
| Château du Préau | Schloss, erbaut ab dem 15. Jahrhundert | (Lage)   | PA00096857    | Inscrit      | 1962  |      |